# Nomada emarginata
Nomada emarginata là một loài Hymenoptera trong họ Apidae. Loài này được Morawitz mô tả khoa học năm 1877.